# الشرقي (بني سعد)

تعديل مصدري - تعديل

الشرقي هي إحدى قرى عزلة قيهمة بمديرية بني سعد التابعة لمحافظة المحويت، بلغ تعداد سكانها 445 نسمة حسب تعداد اليمن لعام 2004.